# Stettfeld
Stettfeld là một đô thị ở Haßberge bang Bavaria thuộc nước Đức.